# Općina Medvode
Općina Medvode (slo.: Občina Medvode) je općina u središnjoj Sloveniji u pokrajini Gorenjskoj i statističkoj regiji Središnja Slovenija. Središte općine je grad Medvode s 4.665 stanovnika. 

## Zemljopis
Općina Medvode nalazi se u središnjem dijelu Sloveniji i sjeverozapadno od Ljubljane. Općina se proteže između Polhovgrajskog Hribovja na zapadu i rijeke Save na istoku. Zapadna polovina općine je brsko-planinska, dok je istočna ravničarska.
U općini vlada umjereno kontinentalna klima. Istočna granica općine je rijeka Sava. Drugi važan vodotok u općini je rijeka Sora, koja se ulijeva u Savu kod naselja Medvode, od čega su i naselje i mijesto dobili ime.

## Naselja u općini
Belo, Brezovica pri Medvodah, Dol, Dragočajna, Golo Brdo, Goričane, Hraše, Ladja, Medvode, Moše, Osolnik, Preska, Rakovnik, Seničica, Setnica, Smlednik, Sora, Spodnja Senica, Spodnje Pirniče, Studenčice, Tehovec, Topol pri Medvodah, Trnovec, Valburga, Vaše, Verje, Vikrče, Zavrh pod Šmarno Goro, Zbilje, Zgornja Senica, Zgornje Pirniče, Žlebe

## Vanjske poveznice
- Službena stranica općine